# دواجیاک ریور
دواجیاک ریور (به انگلیسی: Dowagiac River) رودخانه‌ای است که در ایالات متحده آمریکا جریان دارد.